# Lumbayanague
Lumbayanague è una municipalità di quinta classe delle Filippine, situata nella Provincia di Lanao del Sur, nella Regione Autonoma nel Mindanao Musulmano.
Lumbayanague è formata da 22 baranggay:
- Bagoaingud
- Balaigay
- Bualan
- Cabuntungan
- Cadingilan
- Cadingilan A
- Cadayonan
- Casalayan
- Dala (Dalama)
- Dilimbayan
- Diromoyod

- Kabasaran (Pob.)
- Lamin
- Mapantao-Balangas
- Miniros
- Nanagun
- Pantaon
- Pindolonan
- Pitatanglan
- Poctan
- Singcara
- Wago